# Time and Tide (singel)
Time and Tide – singel Basi z 1987 roku, pochodzący z jej albumu Time and Tide.

## Ogólne informacje
Piosenkę napisali i wyprodukowali Basia Trzetrzelewska oraz Danny White. Tekst opowiada o niespełnionym uczuciu Basi i Danny’ego i mimo nieco smutnego wydźwięku, utwór cieszy się popularnością na przyjęciach weselnych w Ameryce. Był to ostatni singel z debiutanckiej solowej płyty Basi, Time and Tide, i okazał się dużym sukcesem komercyjnym. Dotarł do miejsca 26. na amerykańskiej liście przebojów w 1988 roku i pozostaje największym osiągnięciem Basi w tym zestawieniu. W Polsce nagranie dotarło do 6. miejsca na Liście przebojów Programu Trzeciego.
Teledysk do utworu wyreżyserował Nick Morris. Ukazał się on na kasecie wideo A New Day w 1990 roku oraz krążku DVD dołączonym do edycji specjalnej albumu It’s That Girl Again w 2009 roku.
W 1995 roku singel wydano na nowo promując koncertowy album Basia on Broadway.

## Lista ścieżek
| - Singel 7-calowy A. „Time and Tide” B. „Forgive and Forget” - Singel 12-calowy A1. „Time and Tide” – 4:02 A2. „Forgive and Forget” – 3:13 B1. „Freeze Thaw” (Instrumental) – 3:56 B2. „Time and Tide” (Instrumental) – 4:02 | - Singel CD 1. „Time and Tide” 2. „Forgive and Forget” 3. „How Dare You” 4. „Time and Tide” (Instrumental) - Singel CD (1995) 1. „Time and Tide” – 4:02 2. „More Fire Than Flame” – 4:14 3. „An Olive Tree” – 5:00 |

## Pozycje na listach
| Kraj              | Lista              | Najwyższa pozycja |
| ----------------- | ------------------ | ----------------- |
| Kanada            | RPM 100 Singles    | 94                |
| Stany Zjednoczone | Hot 100            | 26                |
| Stany Zjednoczone | Adult Contemporary | 19                |
| Wielka Brytania   | UK Singles Chart   | 61                |